# Wereldbeker schaatsen junioren 2017/2018
De wereldbeker schaatsen junioren 2017/2018 (ISU Junior World Cup Speed Skating 2017/2018) was de tiende editie van de wereldbeker schaatsen junioren. Het seizoen bestond uit drie wedstrijden.
De massastart gaat in tegenstelling tot bij de senioren over tien rondes voor zowel jongens als meisjes. De uitslagen van de teamsprint werden in de eindstand opgeteld bij die van de ploegenachtervolging. Naast de wedstrijden voor junioren (U19) zijn er dit jaar voor de tweede keer ook wedstrijden voor neo-senioren (U23). Voor neo-senioren geldt de beperking dat de schaatsers nog niet mogen hebben meegedaan aan wedstrijden van het lopende wereldbekerseizoen 2017/2018.

## Puntenverdeling
| Plaats                       | 1   | 2   | 3   | 4  | 5  | 6  | 7  | 8  | 9  | 10 | 11 | 12 | 13 | 14 | 15 | 16 | 17 | 18 | 19 | 20 | 21 | 22 | 23 | 24 |
| ---------------------------- | --- | --- | --- | -- | -- | -- | -- | -- | -- | -- | -- | -- | -- | -- | -- | -- | -- | -- | -- | -- | -- | -- | -- | -- |
| Wereldbekerfinale            | 150 | 120 | 105 | 90 | 75 | 67 | 60 | 54 | 48 | 42 | 36 | 31 | 27 | 24 | 21 | 18 | 15 | 12 | 9  | 6  | 4  | 3  | 2  | 1  |
| Normale wereldbekerwedstrijd | 100 | 80  | 70  | 60 | 50 | 44 | 40 | 36 | 32 | 28 | 24 | 20 | 18 | 16 | 14 | 12 | 10 | 8  | 6  | 5  | 4  | 3  | 2  | 1  |

## Limiettijden
Om te mogen starten in de wereldbeker schaatsen junioren 2017/2018 moest een schaatser aan de volgende limiettijden hebben voldaan.  Voor de neo-senioren is de limiet strenger dan voor de junioren en voor junioren gold een scherpere limiettijd voor de wereldbekerfinale. Voor deelname aan de ploegenachtervolging, teamsprint of massastart volstond het rijden van een van deze limiettijden (om het even welke).
| Geslacht      | Wedstrijd | 500m  | 1000m   | 1500m   | 3000m   |
| ------------- | --------- | ----- | ------- | ------- | ------- |
| Mannen (U23)  | 1–3       | 37,50 | 1.15,00 | 1.56,50 | 4.08,00 |
| Vrouwen (U23) | 1–3       | 42,50 | 1.25,00 | 2.11,50 | 4.43,00 |
| Jongens (U19) | 1–2       | 41,00 | 1.22,00 | 2.07,00 | 4.25,00 |
| Jongens (U19) | 3         | 38,50 | 1.16,00 | 1.58,00 | 4.15,00 |
| Meisjes (U19) | 1–2       | 45,00 | 1.30,00 | 2.20,00 | 5.00,00 |
| Meisjes (U19) | 3         | 42,50 | 1.25,00 | 2.12,00 | 4.45,00 |

## Kalender
| #              | Plaats                            | Datum               | 500m                                                                              | 1000m                                                                             | 1500m                                                                             | 3000m                                                                             | massastart                                                                        | teamsprint                                                                        | achtervolging                                                                     | Extra                                                                             |
| -------------- | --------------------------------- | ------------------- | --------------------------------------------------------------------------------- | --------------------------------------------------------------------------------- | --------------------------------------------------------------------------------- | --------------------------------------------------------------------------------- | --------------------------------------------------------------------------------- | --------------------------------------------------------------------------------- | --------------------------------------------------------------------------------- | --------------------------------------------------------------------------------- |
| 1              | Max Aicher Arena, Inzell          | 25–26 november 2017 | 1x                                                                                | 1x                                                                                | 1x                                                                                | 1x                                                                                | 1x                                                                                | 1x                                                                                |                                                                                   |                                                                                   |
| 2              | Olympia Eisstadion, Innsbruck     | 27–28 januari 2018  | 1x                                                                                | 1x                                                                                | 1x                                                                                | 1x                                                                                | 1x                                                                                | 1x                                                                                |                                                                                   |                                                                                   |
| 3              | Utah Olympic Oval, Salt Lake City | 2–4 maart 2018      | 1x                                                                                | 1x                                                                                | 1x                                                                                | 1x                                                                                | 1x                                                                                |                                                                                   | 1x                                                                                | Wereldbekerfinale, bonuspunten                                                    |
| Salt Lake City | Salt Lake City                    | 9–11 maart 2018     | Wereldkampioenschappen schaatsen junioren 2018, telt niet mee voor de wereldbeker | Wereldkampioenschappen schaatsen junioren 2018, telt niet mee voor de wereldbeker | Wereldkampioenschappen schaatsen junioren 2018, telt niet mee voor de wereldbeker | Wereldkampioenschappen schaatsen junioren 2018, telt niet mee voor de wereldbeker | Wereldkampioenschappen schaatsen junioren 2018, telt niet mee voor de wereldbeker | Wereldkampioenschappen schaatsen junioren 2018, telt niet mee voor de wereldbeker | Wereldkampioenschappen schaatsen junioren 2018, telt niet mee voor de wereldbeker | Wereldkampioenschappen schaatsen junioren 2018, telt niet mee voor de wereldbeker |

## Uitslagen

### Mannen (U23)
| Wedstrijden    |                           |                             |                               |                                |                     |                       |                       |
|                | 500m                      | 1000m                       | 1500m                         | 3000m                          | massastart          | teamsprint            | achtervolging         |
| Inzell         | Viktor Moesjtakov (35,40) | Viktor Lobas (1.10,37)      | Runar Njåtun Krøyer (1.48,88) | Runar Njåtun Krøyer (3.47,42)  | Runar Njåtun Krøyer | Rusland (1.22,14)     | niet op het programma |
| Innsbruck      | Viktor Moesjtakov (36,22) | Viktor Lobas (1.12,15)      | Daniil Beljajev (1.50,02)     | Linus Heidegger (3.50,12)      | Wang Shiwei         | China (1.24,31)       | niet op het programma |
| Salt Lake City | Viktor Moesjtakov (34,74) | Viktor Moesjtakov (1.08,79) | Kristian Ulekleiv (1.47,01)   | Magnus Bakken Haugli (3.44,00) | Vetle Stangeland    | niet op het programma | Noorwegen (3.49,43)   |
| Eindklassement |                           |                             |                               |                                |                     |                       |                       |
|                | 500m                      | 1000m                       | 1500m                         | 3000m                          | massastart          | ploegenonderdelen     | ploegenonderdelen     |
| Goud           | Viktor Moesjtakov         | Viktor Lobas                | Viktor Lobas                  | Runar Njåtun Krøyer            | Marcin Bachanek     | Rusland               | Rusland               |
| Zilver         | Viktor Lobas              | Viktor Moesjtakov           | Runar Njåtun Krøyer           | Magnus Bakken Haugli           | Runar Njåtun Krøyer | Noorwegen             | Noorwegen             |
| Brons          | Artem Zolotarev           | Runar Njåtun Krøyer         | Daniil Beljajev               | Vetle Stangeland               | Wang Shiwei         | Wit-Rusland           | Wit-Rusland           |

### Vrouwen (U23)
| Wedstrijden    |                          |                             |                             |                                  |                   |                       |                       |
|                | 500m                     | 1000m                       | 1500m                       | 3000m                            | massastart        | teamsprint            | achtervolging         |
| Inzell         | Darja Katsjanova (39,04) | Darja Katsjanova (1.17,09)  | Darja Katsjanova (2.00,74)  | Veronika Soeslova (4.19,12)      | Ellia Smeding     | Rusland (1.33,52)     | niet op het programma |
| Innsbruck      | Kaja Ziomek (40,52)      | Veronika Soeslova (1.21,72) | Veronika Soeslova (2.05,87) | Natálie Kerschbaummayr (4.24,20) | Veronika Soeslova | Polen (1.34,58)       | niet op het programma |
| Salt Lake City | Kaja Ziomek (38,78)      | Veronika Soeslova (1,17,43) | Veronika Soeslova (2.01,28) | Anastasia Zoejeva (4.14,70)      | Veronika Soeslova | niet op het programma | Rusland (3.12,43)     |
| Eindklassement |                          |                             |                             |                                  |                   |                       |                       |
|                | 500m                     | 1000m                       | 1500m                       | 3000m                            | massastart        | ploegenonderdelen     | ploegenonderdelen     |
| Goud           | Kaja Ziomek              | Veronika Soeslova           | Veronika Soeslova           | Anastasia Zoejeva                | Veronika Soeslova | Rusland               | Rusland               |
| Zilver         | Andżelika Wójcik         | Andżelika Wójcik            | Anna Opytova                | Veronika Soeslova                | Anastasia Zoejeva | Polen                 | Polen                 |
| Brons          | Jevgenia Vorobjova       | Kaja Ziomek                 | Natálie Kerschbaummayr      | Natálie Kerschbaummayr           | Andżelika Wójcik  | Wit-Rusland           | Wit-Rusland           |

### Jongens (U19)
| Wedstrijden    |                           |                             |                                |                                |                 |                       |                       |
|                | 500m                      | 1000m                       | 1500m                          | 3000m                          | massastart      | teamsprint            | achtervolging         |
| Inzell         | Torai Ishikawa (35,48)    | Jeong Seon-kyo (1.10,19)    | Lee Hae-young (1.48,92)        | Lee Hae-young (3.49,22)        | Lee Hyung-do    | Japan (1.22,71)       | niet op het programma |
| Innsbruck      | Jeffrey Rosanelli (36,74) | Jeffrey Rosanelli (1.12,55) | Francesco Betti (1.52,43)      | Francesco Betti (3.57,59)      | Francesco Betti | Italië (1.24,07)      | niet op het programma |
| Salt Lake City | Chung Jae-woong (34,83)   | Chung Jae-woong (1.08,11)   | Allan Dahl Johansson (1.44,48) | Allan Dahl Johansson (3.40,14) | Botond Bejczi   | niet op het programma | Rusland (3.45,93)     |
| Eindklassement |                           |                             |                                |                                |                 |                       |                       |
|                | 500m                      | 1000m                       | 1500m                          | 3000m                          | massastart      | ploegenonderdelen     | ploegenonderdelen     |
| Goud           | Roeslan Zacharov          | Roeslan Zacharov            | Francesco Betti                | Francesco Betti                | Gabriel Odor    | Rusland               | Rusland               |
| Zilver         | Jeffrey Rosanelli         | Park Seong-hyeon            | Paul Galczinsky                | Aleksandr Podolskii            | Botond Bejczi   | Japan                 | Japan                 |
| Brons          | Damian Zurek              | Francesco Betti             | Riki Hayashi                   | Hallgeir Engebråten            | Ning Zhongyan   | Duitsland             | Duitsland             |

### Meisjes (U19)
| Wedstrijden    |                       |                         |                         |                           |                 |                       |                       |
|                | 500m                  | 1000m                   | 1500m                   | 3000m                     | massastart      | teamsprint            | achtervolging         |
| Inzell         | Jutta Leerdam (39,15) | Jutta Leerdam (1.17,02) | Jutta Leerdam (1.58,21) | Sterre Jonkers (4.07,69)  | Elisa Dul       | Nederland (1.28,40)   | niet op het programma |
| Innsbruck      | Femke Beuling (40,12) | Jutta Leerdam (1.18,66) | Jutta Leerdam (2.01,74) | Karolina Bosiek (4.18,47) | Laura Peveri    | Nederland (1.31,22)   | niet op het programma |
| Salt Lake City | Femke Beuling (38,58) | Jutta Leerdam (1.15,09) | Park Ji-woo (1.58,34)   | Joy Beune (4.07,00)       | Park Chae-eun   | niet op het programma | Nederland (3.02,72)   |
| Eindklassement |                       |                         |                         |                           |                 |                       |                       |
|                | 500m                  | 1000m                   | 1500m                   | 3000m                     | massastart      | ploegenonderdelen     | ploegenonderdelen     |
| Goud           | Femke Beuling         | Jutta Leerdam           | Jutta Leerdam           | Joy Beune                 | Laura Peveri    | Nederland             | Nederland             |
| Zilver         | Jutta Leerdam         | Joy Beune               | Karolina Bosiek         | Karina Achmetova          | Federica Maffei | Rusland               | Rusland               |
| Brons          | Kurumi Inagawa        | Elisa Dul               | Ragne Wiklund           | Karolina Bosiek           | Park Chae-eun   | Polen                 | Polen                 |

### Medaillespiegel
Medaillespiegel over de eindklassementen van zowel de U19 als de U23.
| Pos. | Land        | Goud | Zilver | Brons | Totaal |
| ---- | ----------- | ---- | ------ | ----- | ------ |
| 1    | Rusland     | 12   | 8      | 2     | 22     |
| 2    | Nederland   | 5    | 2      | 1     | 8      |
| 3    | Italië      | 3    | 2      | 1     | 6      |
| 4    | Polen       | 2    | 4      | 5     | 11     |
| 5    | Noorwegen   | 1    | 4      | 4     | 9      |
| 6    | Oostenrijk  | 1    | 0      | 0     | 1      |
| 7    | Japan       | 0    | 1      | 2     | 3      |
| 8    | Duitsland   | 0    | 1      | 1     | 2      |
| 8    | Zuid-Korea  | 0    | 1      | 1     | 2      |
| 10   | Hongarije   | 0    | 1      | 0     | 1      |
| 11   | Wit-Rusland | 0    | 0      | 3     | 3      |
| 12   | China       | 0    | 0      | 2     | 2      |
| 12   | Tsjechië    | 0    | 0      | 2     | 2      |